# Putumayo World Music
Putumayo World Music је америчка издавачка кућа са седиштем у Њу Орлеансу  специјализована за компилације светске музике, џеза и блуза.

## Историја
Дан Сторпер је основао фирму 1975. године као малопродајну радњу у Њујорку са рукотворинама из целог света.Он је преузео име своје компаније по долини реке Путумајо у Колумбији, где је путовао 1974. године За Путумајо се каже да значи чапља и „место где река почиње“ на локалном домородачком језику. На крају је отворио 7 светских продавницу рукотворина и одеће широм североистока САД.
Године 1991. током повратка кући са Балија, Стопер се зауставио у Сан Франциску у Калифорнији. У парку Голден Гејт чуо је нигеријски бенд Котоја. Био је импресиониран музиком и почео је да саставља међународну музику за пуштање у својим продавницама. Одговор јавности био је толико позитиван да је 1993. године покренуо Putumayo World Music и почео да нуди компилације на продају.
Свако издање садржи на омоту уметнички рад Николе Хајндла. Њена уметност је и народна и модерна, и, према сајту издавачке куће „представља један од циљева Путомаја: повезивање традиционалног са савременим“.
Обично су појединачне компилације Putumayo World Music биле теме под насловом „Putumayo Presents:“ Теме могу бити регионалне (Јужна Африка, Кариби, Азија), музички стилови (реге, фолк, латино, џез) и друге теме (ланџ, грув, забава).
Сви албуми у серији објављени су и на диску и на касети од 1993. до почетка 2000. године, при чему је Република Доминикана био последњи албум објављен на касети.
Многе музичке колекције издавачке куће су сада доступне за дигитално преузимање и стримовање. У 2020. години, компанија је покренула сталну серију тематских стриминг плејлиста.